# Unfollow Everything
Unfollow Everything – rozszerzenie do przeglądarki umożliwiające większą kontrolę nad lokalną osią czasu na Facebooku. Początkowo jako narzędzie do użytku własnego, zostało opublikowane w Chrome Web Store w lipcu 2020 roku przez Louisa Barclaya. Odzew ze strony internautów był bardzo pozytywny.
Kilka miesięcy po premierze wtyczki zostało przeprowadzone badanie, w którym porównano grupę kontrolną wraz z osobami wykorzystującymi tę wtyczkę. Pod koniec 2021 roku wtyczka została usunięta, a jej autor permanentnie zablokowany przez Facebooka, przy czym zagrożono również czynnościami prawnymi ze strony koncernu w przypadku dalszego działania. Ze względu na to, badania przeprowadzone przez naukowców z Uniwersytetu Neuchâtel w Szwajcarii nigdy nie zostały opublikowane. Przed usunięciem wtyczki, aktywnie korzystało z niej około 12,5 tys. użytkowników.
W maju 2024 roku powstała druga wersja wtyczki (Unfollow Everything 2.0), która oprócz posiadania funkcjonalności z pierwszej edycji rozszerzenia, miała na celu zbadanie wpływu wtyczki na czas aktywności na Facebooku, oraz poziomu samopoczucia użytkowników platformy. Autorem nowej wersji jest Ethan Zuckerman, po wcześniejszym uzgodnieniu tej kwestii z oryginalnym twórcą rozszerzenia. Został też złożony pozew przeciwko Meta Platforms, docelowo mający na celu nakazanie umożliwienia użytkownikom usług tej korporacji większej kontroli nad tym, co widzą w swoich osiach czasu, włączając w to również wcześniej wspomniany Unfollow Everything. Sprawa sądowa zakończyła się wygraną firmy macierzystej Facebooka w oparciu o tzw. „sekcję 230”, jednak ogłoszony werdykt nie stał się prawomocny, dając możliwość pozywającemu odwołanie się do wyroku.